# پل دروکس
پل دروکس (آلمانی: Paul Drux؛ زادهٔ ۷ فوریهٔ ۱۹۹۵) بازیکن هندبال اهل آلمان است.